# Iostream
iostream es un componente de la  biblioteca estándar (STL) del lenguaje de programación C++ que es utilizado para operaciones de entrada/salida. Su nombre es un acrónimo de Input/Output Stream. El flujo de entrada y salida de datos en C++ (y su predecesor C) no se encuentra definida dentro de la sintaxis básica y se provee por medio de librerías de funciones especializadas como iostream. iostream define los siguientes objetos:
- cin : Flujo de entrada
- cout : Flujo de salida
- cerr : Flujo de error no almacenado.
- clog : Flujo de error almacenado.

Todos los objetos derivados de iostream forman parte del espacio de nombres std.

## Ejemplo
El clásico programa Hola Mundo puede ser expresado en C++ utilizando iostream:
```
#include
 
<iostream>
 

int
 
main
()

{

    
std
::
cout
 
<<
 
"¡Hola, mundo!"
;

    
return
 
0
;

}

```